# Puerto de Santarém
El puerto de Santarém (en portugués: Porto de Santarém) es un puerto fluvial de Brasil. Se encuentra localizado en la ciudad de Santarém, en el estado de Pará. Se encuentra en Ponta do Salé, en la margen derecha del río Tapajós, a unos 3 km de la confluencia con el río Amazonas ya una distancia fluvial de 876 km de Belém.

## Historia
La propuesta de construcción del puerto surgió del Plan Nacional de Integración, puesto en práctica a principios de la década de 1970 por el gobierno militar, que preveía la construcción de las carreteras BR-230 y BR-163, y que había como ancla de este plan la construcción de un puerto federal en Santarém, que posibilitaría el flujo de materias primas y mercancías con la región del Bajo y Medio Amazonas. El puerto fue inaugurado el 11 de febrero de 1974, recibiendo buques de carga y pasajeros, que utilizaban, de manera precaria, el antiguo almacén municipal de Santarém.

## Presente
El Puerto de Santarém está destinado a operaciones con graneles sólidos y carga general. Opera con graneles sólidos de origen vegetal y fertilizantes, graneles líquidos derivados del petróleo (combustibles y GLP), pasajeros (fluviales y cruceros) y carga general. En los años 2015 y 2016, entre las cargas relevantes, el Complejo Santarém manejó 4.5 millones y 4.3 millones de toneladas, respectivamente, de graneles sólidos vegetales, incluyendo carga de soja y maíz. El movimiento de granos en Puerto de Santarém se produce en dos direcciones: desembarques y exportaciones de navegación interior, con el 80% de la carga con origen en Porto Velho (Rondônia), donde se manejan los granos de Mato Grosso y Rondônia, y el 20% de la carga proviene de Miritituba, Pará , que mueve grano desde Mato Grosso. Se exporta el total desembarcado para navegación interior, así como una porción de grano de Pará que llega por la carretera. La soja se destina principalmente a China, Reino Unido, Holanda, Francia, España e Italia y, en menor medida, a Arabia Saudí, Alemania, Egipto y Argelia. El maíz, por su parte, se exporta a destinos más diversos, con énfasis en: Argelia, Egipto y República Dominicana.
El acceso marítimo se realiza por los ríos Tapajós y Amazonas. El acceso por carretera a través de BR-163 y BR-230 son las opciones. No hay acceso ferroviario; sin embargo, se esperan inversiones en esta modalidad, con la construcción de Ferrogrão.
La pavimentación total de la BR-163, terminada a fines de 2019, ha ido aumentando la demanda del Puerto de Santarém, ya que se encuentra a unos 1000 km del estado de Mato Grosso (el mayor productor de soja, maíz y algodón en el país), una ruta más corta que los 2000 km en dirección al Puerto de Santos. En 2019, ocupó el primer lugar entre las 19 terminales que experimentaron un crecimiento en el volumen de carga manejada en todo el país. Transportó más de 12 millones de toneladas este año.